# Batalha de Kunduz (2015)
A Batalha de Kunduz ocorreu de abril a outubro de 2015 pelo controle da cidade de Kunduz, localizada no norte do Afeganistão, com os combatentes talibãs tentando expulsar as forças de segurança afegãs. Em 28 de setembro de 2015, as forças talibãs invadiram subitamente a cidade fazendo com as forças governistas recuassem. A captura marcou a primeira vez desde 2001 que o Talibã assumiu o controle de uma grande cidade no Afeganistão. O governo afegão afirmaria ter retomado em grande parte de Kunduz até 1 de outubro de 2015 em um contra-ataque, embora fontes locais na cidade contestassem a reivindicação feita pelos oficiais do governo.
Doze funcionários de um hospital do Médecins Sans Frontières (Médicos Sem Fronteiras) e dez pacientes, incluindo três crianças, foram mortos em 3 de outubro por uma série prolongada de ataques aéreos dos Estados Unidos a um hospital administrado pela agência. Trinta e sete pessoas ficaram feridas, incluindo dezesseis funcionários.